# Ameiva
Ameiva es un género de lagartos de la familia Teiidae, conocidas como borrigueros, lagartijas metálicas, matos, etc.
El género Ameiva incluye actualmente 28 especies reconocidas que se distribuyen principalmente en las Indias Orientales (18 especies), pero también en América del Norte, Central y del Sur. Ocupan hábitats variados incluyendo sabanas abiertas, los bosques tropicales y playas arenosas. La mayoría de las especies viven en tierra, aunque algunos suben a los árboles en busca de comida (Powell y Censky 2002).[cita requerida] Las especies de Ameiva son cazadores activos y las presas son principalmente los insectos, pero de vez en cuando también lagartos pequeños del género Anolis y pájaros (Schwartz y Henderson 1991).[cita requerida] Tienen variación en el tamaño, colorido y forma, en el número de poros femorales, y en el número de ventral las escamas son transversales y longitudinal las filas. 
Las relaciones de especies indias Orientales en el género Ameiva no han sido examinadas. 

## Especies
Listadas alfabéticamente:
- Ameiva aggerecusans[2] Koch, Venegas, Rödder, Flecks & Böhme, 2013
- Ameiva ameiva (Linnaeus, 1758)
- Ameiva atrata Garman, 1887
- Ameiva atrigularis Garman, 1887
- Ameiva auberi Cocteau, 1838
- Ameiva bifrontata Cope, 1862
- Ameiva chrysolaema Cope, 1868
- Ameiva cineracea Barbour & Noble, 1915 †
- Ameiva corax Censky & Paulson, 1992
- Ameiva corvina Cope, 1861
- Ameiva dorsalis Gray, 1838
- Ameiva erythrocephala Daudin, 1802
- Ameiva exsul Cope, 1862
- Ameiva fuscata Garman, 1887
- Ameiva griswoldi Barbour, 1916
- Ameiva jacuba Giugliano, Nogueira, Valdujo, Collevatti & Colli, 2013
- Ameiva leberi Schwartz & Klinikowski, 1966
- Ameiva lineolata Duméril & Bibron, 1839
- Ameiva major Duméril & Bibron, 1839 †
- Ameiva maynardi Garman, 1888
- Ameiva nodam[2] Koch, Venegas, Rödder, Flecks & Böhme, 2013
- Ameiva pantherina Ugueto & Harvey, 2011
- Ameiva parecis (Colli, Costa, Garda, Kopp, Mesquita, Péres, Valdujo, Vieira & Wiederhecker, 2003)
- Ameiva plei Duméril & Bibron, 1839
- Ameiva pluvianotata Garman, 1887
- Ameiva polops Cope, 1862
- Ameiva praesignis (Baird & Girard, 1852)
- Ameiva provitaae García-Pérez, 1995
- Ameiva taeniura Cope, 1862
- Ameiva wetmorei Stejneger, 1913